# همه‌پرسی‌های سوئیس (۲۰۱۶)
در سال ۲۰۱۶ چند همه‌پرسی در سوئیس برگزار شد.

## همه‌پرسی‌های فوریه
در ۲۸ فوریه ۲۰۱۶ برابر با ۹ اسفند ۱۳۹۴ همه‌پرسی‌هایی به منظور پاسخ به چند پرسش در سوئیس برگزار شد:
1. طرح مورخ ۵ نوامبر ۲۰۱۲ با عنوان «زوج و خانواده - نه به جریمهٔ ازدواج» که توسط دموکرات‌های مسیحی پیشنهاد شده بود. این طرح به منظور منع تبعیض علیه جفت هایی بود که با هم ازدواج کرده بودند. این زوج‌ها در برخی مواقع مالیات بیشتری نسبت به سایر زوج‌هایی که با هم زندگی مشترک دارند می‌پردازند. نکتهٔ دیگر این طرح افزودن تعریفی جدید از ازدواج با عنوان «وصلت مرد و زن» به قانون بود.[۲] مخالفان استدلال می‌کردند که این طرح ازدواج بین هم‌جنسان را تحت قانون اساسی غیرممکن می‌سازد.
2. طرح ۲۸ دسامبر ۲۰۱۲ با عنوان «اخراج عملی بزهکاران بیگانه» که توسط حزب مردم سوئیس ارائه شده بود.[۳] بنابراین طرح بیگانگانی که در سوئیس جرمی انجام می‌دادند فارغ از شدت جرم، از این کشور اخراج می‌شدند.
3. طرح ۲۴ مارس ۲۰۱۴ با عنوان «ممنوعیت احتکار غذا» که توسط حزب سوسیالیست‌های جوان پیشنهاد شد.[۴]
4. اصلاحیه مورخ ۲۶ سپتامبر ۲۰۱۴ بر قانون فدرال ترانزیت جاده‌ای در منطقه آلپاین (بازسازی جادهٔ تونل گوتهارد). این طرح مجوز ساخت یک تونل دیگر و بازسازی تونل فعلی به دولت می‌داد.[۵] این طرح دولتی توسط مخالفین به همه‌پرسی گذاشته شد. ایشان از چهار باند شدن این جاده که باعث افزایش آمد و شد می‌گردید هراس داشتند و آن را طرحی گران قلمداد می‌کردند.[۵]

دولت به مردم توصیه کرد تا به سه طرح نخست رأی منفی بدهند اما طرح چهارم مبنی بر اعمال اصلاحاتی بر قانون فدرال ترانزیت جاده‌ای در منطقهٔ آلپاین را تأیید کنند. نتایج آرا نه‌تنها مطابق چیزی بود که دولت خواسته بود بلکه میزان مشارکت نیز بیش از حد عادی بود.

### نتایج
| پرسش                        | موافق     | موافق | مخالف     | مخالف | سفید/باطله | همهٔ آرا   | رأی‌دهندگان ثبت‌نام‌کرده | مشارکت | بلوک‌های موافق | بلوک‌های موافق | بلوک‌های مخالف | بلوک‌های مخالف | نتیجه    |
| پرسش                        | آرا       | ٪     | آرا       | ٪     | سفید/باطله | همهٔ آرا   | رأی‌دهندگان ثبت‌نام‌کرده | مشارکت | همه           | نیمه          | همه           | نیمه          | نتیجه    |
| --------------------------- | --------- | ----- | --------- | ----- | ---------- | --------- | --------------------- | ------ | ------------- | ------------- | ------------- | ------------- | -------- |
| طرح زوج و خانواده           | ۱٬۶۰۹٬۱۵۲ | ۴۹٫۲  | ۱٬۶۶۴٬۲۲۴ | ۵۰٫۸  | ۸۰٬۶۴۳     | ۳٬۳۵۴٬۰۱۹ | ۵٬۳۰۲٬۷۹۷             | ۶۳٫۲   | ۱۵            | ۳             | ۵             | ۳             | رد شد    |
| اخراج بزهکاران خارجی        | ۱٬۳۷۵٬۰۹۸ | ۴۱٫۱  | ۱٬۹۶۶٬۹۶۵ | ۵۸٫۹  | ۳۷٬۵۰۴     | ۳٬۳۷۹٬۵۶۷ | ۵٬۳۰۲٬۷۹۷             | ۶۳٫۷   | ۳             | ۳             | ۱۷            | ۳             | رد شد    |
| ممنوعیت احتکار غذا          | ۱٬۲۸۷٬۷۸۶ | ۴۰٫۱  | ۱٬۹۲۵٬۹۳۷ | ۵۹٫۹  | ۱۲۲٬۴۵۵    | ۳٬۳۳۶٬۱۷۸ | ۵٬۳۰۲٬۷۹۷             | ۶۲٫۹   | ۱             | ۱             | ۱۹            | ۵             | رد شد    |
| بازسازی جاده تونل گوتهارد   | ۱٬۸۸۳٬۸۵۹ | ۵۷٫۰  | ۱٬۴۲۰٬۳۹۰ | ۴۳٫۰  | ۶۱٬۳۱۹     | ۳٬۳۶۵٬۵۶۸ | ۵٬۳۰۲٬۷۹۷             | ۶۳٫۵   |               |               |               |               | تأیید شد |
| منبع: دولت سوئیس 1, 2, 3, ۴ |           |       |           |       |            |           |                       |        |               |               |               |               |          |

## همه‌پرسی‌های ژوئن
در ۵ ژوئن ۲۰۱۶ برابر با ۱۶ خرداد ۱۳۹۵ پنج پیشنهاد روی برگه‌های رأی برای همه‌پرسی از مردم سوئیس قرار داده شد:
1. طرح حقوق پایه برای همه
2. طرح تأمین مالی عادلانه بخش ترابری. بنابراین طرح پول حاصل از مالیات سوخت تنها به منظور بازسازی جاده‌ها اختصاص می‌یافت.
3. طرح خدمات عمومی. این طرح که توسط چهار مجلهٔ خبری و دفاع از حقوق مصرف‌کنندگان پیشنهاد شده بود دولت را مجبور می‌کرد تا در عرصهٔ خدمات عمومی به دنبال کسب سود نباشد و هیچ منفعتی که از این راه به دست می‌آید در بودجه لحاظ نشود. همچنین مدیران بخش‌های خدمات عمومی نباید بیشتر از وزیر مربوطه در دولت حقوق بگیرند.
4. اصلاحیه به قانون تولید مثل به کمک پزشکی
5. اصلاحیه به قانون فدرال پناهندگی

از این میان سه طرح پیشنهادی رد شدند و تنها اصلاحیه‌های قانونی مورد تأیید قرار گرفتند. در این همه‌پرسی نیز مردم نظر دولت را تأیید کردند.

### همه‌پرسی حقوق پایه
بحث پیرامون لزوم پرداخت حقوق پایه به مردم در سوئیس از دههٔ ۱۹۸۰ میان جامعه‌شناسانی که فکر می‌کردند راه بهتری برای مبارزه با فقر وجود دارد آغاز شد. با این حال این مسئله در دهه‌های ۱۹۸۰ و ۱۹۹۰ به بحثی ملی تبدیل نشد. اما با ورود به دههٔ ۲۰۰۰ اوضاع به دلیل سرریز مباحثات مشابه در آلمان به سوئیس تغییر کرد. دو سازمان حقوق پایه شکل گرفت. این سازمان‌ها چند مقاله در روزنامه‌های ملی به چاپ رساندند. درخواست همه‌پرسی در مورد لزوم پرداخت حقوق پایه به عنوان بخشی از حقوق قانون اساسی از آوریل ۲۰۱۲ آغاز شد. پس از شش ماه ۴۲٬۰۰۰ نفر آن را امضا کردند و تا آوریل ۲۰۱۳، ۷۰٬۰۰۰ امضا جمع شد. با ورود به اکتبر ۲۰۱۳ بیش از ۱۳۰٬۰۰۰ امضا جمع شد که به معنای لزوم برگزاری همه‌پرسی در این مورد بود. یکی از تبلیغات این طرح، خالی کردن کامیونی پر از هشت میلیون سکه روبروی کاخ فدرال در برن بود. هر چند متن طرح پیشنهادی حاوی رقم خاصی برای حقوق پایه نبود اما تبلیغ‌کنندگان این طرح مبلغ ۲٬۵۰۰ فرانک سوئیس (برابر با ۱٬۶۵۰ دلار آمریکا در ۲۰۱۴) را برای افراد بالغ و ۶۲۵ فرانک برای کودکان به صورت ماهانه پیشنهاد داده بودند.

### نتایج
| پرسش                                    | موافق     | موافق | مخالف     | مخالف | سفید/باطله | همهٔ آرا   | رأی‌دهندگان ثبت‌نام‌کرده | مشارکت | بلوک‌های موافق | بلوک‌های موافق | بلوک‌های مخالف | بلوک‌های مخالف | نتیجه    |
| پرسش                                    | آرا       | ٪     | آرا       | ٪     | سفید/باطله | همهٔ آرا   | رأی‌دهندگان ثبت‌نام‌کرده | مشارکت | همه           | نیمه          | همه           | نیمه          | نتیجه    |
| --------------------------------------- | --------- | ----- | --------- | ----- | ---------- | --------- | --------------------- | ------ | ------------- | ------------- | ------------- | ------------- | -------- |
| حقوق پایه                               | ۵۶۸٬۶۶۰   | ۲۳٫۱  | ۱٬۸۹۷٬۵۲۸ | ۷۶٫۹  | ۲۸٬۶۶۰     | ۲٬۴۹۴٬۸۴۸ | ۵٬۳۱۳٬۴۴۲             | ۴۶٫۹۵  | ۰             | ۰             | ۲۰            | ۶             | رد شد    |
| تامین مالی عادلانه بخش ترابری           | ۷۰۹٬۹۷۴   | ۲۹٫۲  | ۱٬۷۱۹٬۶۶۱ | ۷۰٫۸  | ۵۵٬۷۴۹     | ۲٬۴۸۵٬۳۸۴ | ۵٬۳۱۳٬۴۴۲             | ۴۶٫۷۸  | ۰             | ۰             | ۲۰            | ۶             | رد شد    |
| خدمات عمومی                             | ۷۸۴٬۳۰۳   | ۳۲٫۴  | ۱٬۶۳۷٬۷۰۷ | ۶۷٫۶  | ۶۲٬۹۹۷     | ۲٬۴۸۵٬۰۰۷ | ۵٬۳۱۳٬۴۴۲             | ۴۶٫۷۷  | ۰             | ۰             | ۲۰            | ۶             | رد شد    |
| اصلاحیه به قانون تولید مثل به کمک پزشکی | ۱٬۴۹۰٬۴۱۷ | ۶۲٫۴  | ۸۹۷٬۳۱۸   | ۳۷٫۶  | ۹۲٬۶۱۰     | ۲٬۴۸۰٬۳۴۵ | ۵٬۳۱۳٬۴۴۲             | ۴۶٫۶۸  |               |               |               |               | تأیید شد |
| اصلاحیه به قانون فدرال پناهندگی         | ۱٬۶۱۶٬۵۹۷ | ۶۶٫۸  | ۸۰۴٬۰۸۶   | ۳۳٫۲  | ۶۵٬۳۴۹     | ۲٬۴۸۶٬۰۳۲ | ۵٬۳۱۳٬۴۴۲             | ۴۶٫۷۹  | تأیید شد      |               |               |               |          |
| منبع: دولت سوئیس 1, 2, 3, 4, ۵          |           |       |           |       |            |           |                       |        |               |               |               |               |          |

## همه‌پرسی‌های سپتامبر
در ۲۵ سپتامبر ۲۰۱۶ برابر با ۴ مهر ۱۳۹۵ سه همه‌پرسی در سوئیس برگزار شد؛ همه‌پرسی برای اقتصاد سبز (پیشنهاد حزب سبز سوئیس)، طرح اصلاح نظام بازنشستگی و طرح قانون فدرال پیرامون اطلاعات.

### نتایج
| پرسش                     | موافق     | موافق | مخالف     | مخالف | سفید/باطله | همهٔ آرا | رأی‌دهندگان نام‌نویسی‌شده | مشارکت | بلوک‌های موافق | بلوک‌های موافق | بلوک‌های مخالف | بلوک‌های مخالف | نتیجه |
| پرسش                     | آرا       | ٪     | آرا       | ٪     | سفید/باطله | همهٔ آرا | رأی‌دهندگان نام‌نویسی‌شده | مشارکت | همه           | نیمه          | همه           | نیمه          | نتیجه |
| ------------------------ | --------- | ----- | --------- | ----- | ---------- | ------- | ---------------------- | ------ | ------------- | ------------- | ------------- | ------------- | ----- |
| اقتصاد سبز               | ۸۱۹٬۷۴۷   | ۳۶٫۴  | ۱٬۴۳۰٬۲۵۱ | ۶۳٫۶  |            |         |                        |        | ۱             | ۰             | ۱۹            | ۶             | رد شد |
| نظام بازنشستگی           | ۹۲۱٬۰۵۸   | ۴۰٫۶  | ۱٬۳۴۷٬۹۶۲ | ۵۹٫۴  |            |         |                        | ۵      | ۰             | ۱۵            | ۶             | رد شد         |       |
| قانون فدرال اطلاعات      | ۱٬۴۵۸٬۸۲۷ | ۶۵٫۵  | ۷۶۸٬۵۳۳   | ۳۴٫۵  |            |         |                        |        |               |               |               | تایید شد      |       |
| منبع: دولت سوئیس ۱، ۲، ۳ |           |       |           |       |            |         |                        |        |               |               |               |               |       |

## همه‌پرسی نوامبر
در ۲۷ نوامبر ۲۰۱۶ برابر با ۷ آذر ۱۳۹۵ در سوئیس یک همه‌پرسی با یک پرسش از مردم برگزار شد. عنوان این همه‌پرسی «پایان برنامه‌ریزی‌شده کاربرد انرژی هسته‌ای» (مخالفت با تأسیسات انرژی هسته‌ای) بود. این همه‌پرسی از سال ۲۰۱۲ یعنی یک سال پس از فاجعه هسته‌ای فوکوشیما دایچی در ژاپن مطرح بوده اما در میان رأی‌دهندگان مورد استقبال واقع نشد.
| پرسش               | موافق     | موافق | مخالف     | مخالف | سفید/باطله | همهٔ آرا | رأی‌دهندگان نام‌نویسی‌شده | مشارکت | بلوک‌های موافق | بلوک‌های موافق | بلوک‌های مخالف | بلوک‌های مخالف | نتیجه |
| پرسش               | آرا       | ٪     | آرا       | ٪     | سفید/باطله | همهٔ آرا | رأی‌دهندگان نام‌نویسی‌شده | مشارکت | همه           | نیمه          | همه           | نیمه          | نتیجه |
| ------------------ | --------- | ----- | --------- | ----- | ---------- | ------- | ---------------------- | ------ | ------------- | ------------- | ------------- | ------------- | ----- |
| پایان انرژی هسته‌ای | ۱٬۰۹۸٬۴۶۴ | ۴۵٫۸  | ۱٬۳۰۱٬۵۲۰ | ۵۴٫۲  |            |         |                        | ۴۵٫۰   | ۴             | ۲             | ۱۶            | ۴             | رد شد |
| منبع: دولت سوییس   |           |       |           |       |            |         |                        |        |               |               |               |               |       |